# Albert Henze (Politiker)

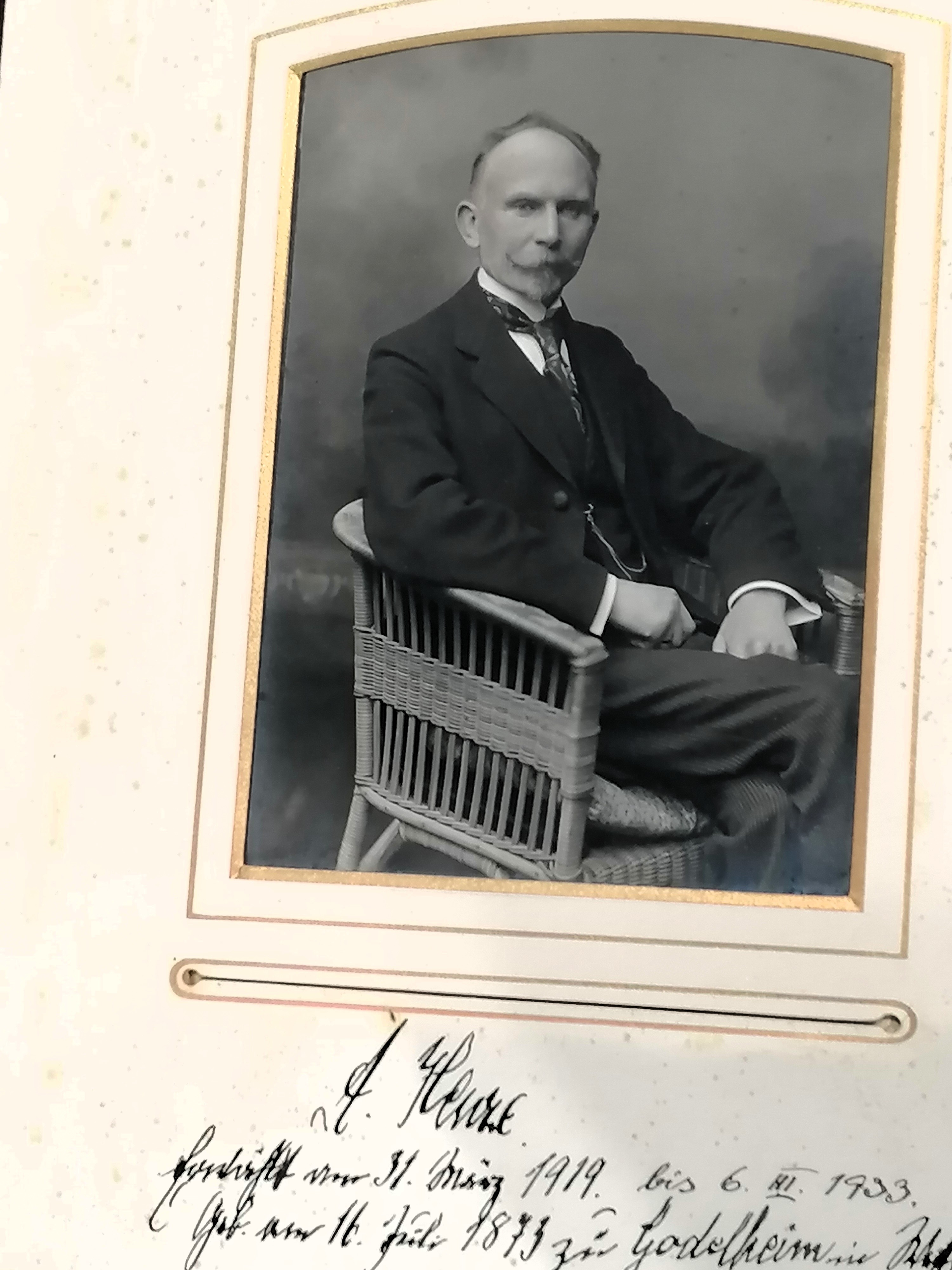
Senator Paul Henze

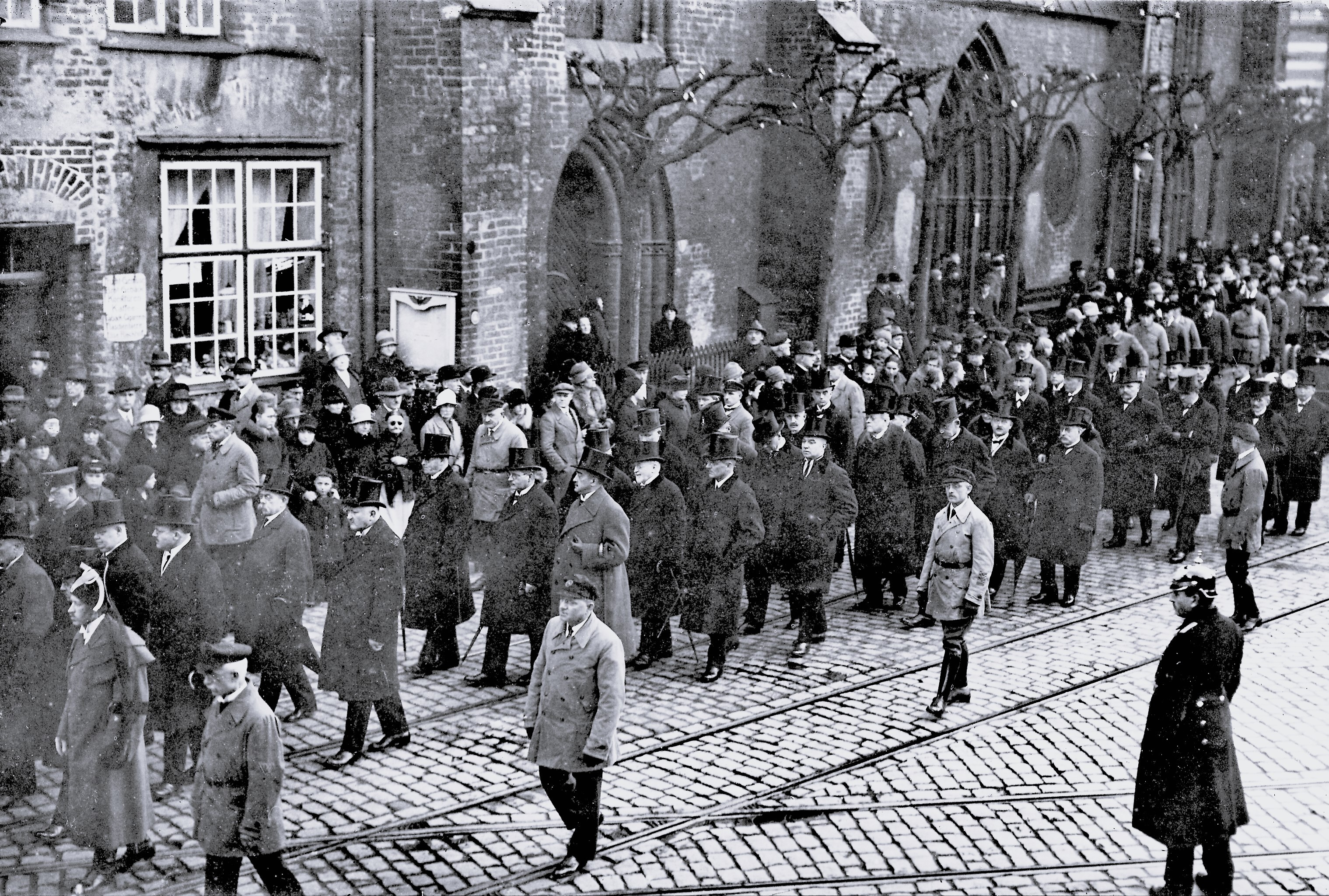
Senat im Trauerzug für Paul Hoff (1928)

Johann Martin Albert Henze (* 16. Juli 1873 in Godelheim; † 13. April 1944 in Lübeck) war ein deutscher Politiker und sozialdemokratischer Senator der Hansestadt Lübeck.

## Leben
Henze besuchte Schulen in Wohlsdorf, Wandsbek, Barmbeck und Neumünster. Anschließend trat er als Lehrling in die Maschinenschlosserei der Eisenbahnwerkstatt in Neumünster ein.
1903 kam Henze als Maschinenschlosser zu Ewers & Co. in der Fackenburger Allee. Nebenamtlich war er ab 1905 Geschäftsführer des Konsumvereins. 1906 wurde er dort als solcher fest angestellt.
Im Jahre 1913 wurde Henze in die Lübeckische Bürgerschaft gewählt und sollte dort von 1916 bis 1918 Mitglied des Bürgerausschusses sein.
Als Bürgerlicher Deputierter in der Finanzbehörde, Mitglied der Vorsteherschaft der Strafanstalten und des Lübecker Versorgungsamtes erwarb er sich eine gute Kenntnis des Lübeckischen Verwaltungsapparates.
Unter dem Vorsitz des stellvertretenden Wortführers Hermann Eschenburg wählte die Bürgerschaft nach dem republikanischen Umschwung auf Grund der neuen Verfassung am 31. März 1919 fünf neue Senatoren. Eine zum Zwecke der Überreichung von Vorschlägen gebildete 16-gliedrige Kommission hatte sich darüber geeinigt Paul Hoff (soz.) für den ausscheidenden Johann Hermann Eschenburg, Henze (soz.) für den bereits ausgeschiedenen Johann Georg Eschenburg, Carl Dimpker (dem.) für den bereits ausgeschiedenen Eduard Rabe, Paul Löwigt für den verstorbenen Emil Possehl und Fritz Mehrlein (soz.) für den ausscheidenden Eduard Friedrich Ewers vorzuschlagen. In der darauffolgenden von der Bürgerschaft vorgenommenen Wahl wurden sie mit 74, 74, 75, 74 und 72 Stimmen zu Senatoren gewählt.
Bis zur Gleichschaltung durch die Nationalsozialisten im März 1933 blieb er Senator der Stadt. Er wirkte vornehmlich in der Finanzbehörde und dem Rechnungsamt. Weiter war er Landesversorgungsamt und für Heilanstalt Strecknitz tätig.